# Щука-маскинонг
Щука-маскинонг (лат. Esox masquinongy) — большая, сравнительно редкая пресноводная рыба семейства щуковых. Самый крупный представитель семейства. Обитает в Северной Америке. Английское название Muskellunge (маскеллундж) происходит от оджибвейского слова maashkinoozhe, что означает «уродливая щука», образованное путём видоизменения французского названия этого вида masque allongé («удлинённая морда»).
Предпочитает озёра, озёроподобные расширения и заливы рек. Переходят на хищное питание в первый год жизни, при длине около 5 см, отличаются быстрым темпом роста. Достигают значительных размеров — 1,8 м и массы 32 кг; продолжительность жизни — до 30 лет. Цвет рыбы серебристый, коричневый или зелёный с тёмными вертикальными полосами по бокам, которые могут распадаться на пятна.